# منطقه ۴ پاریس

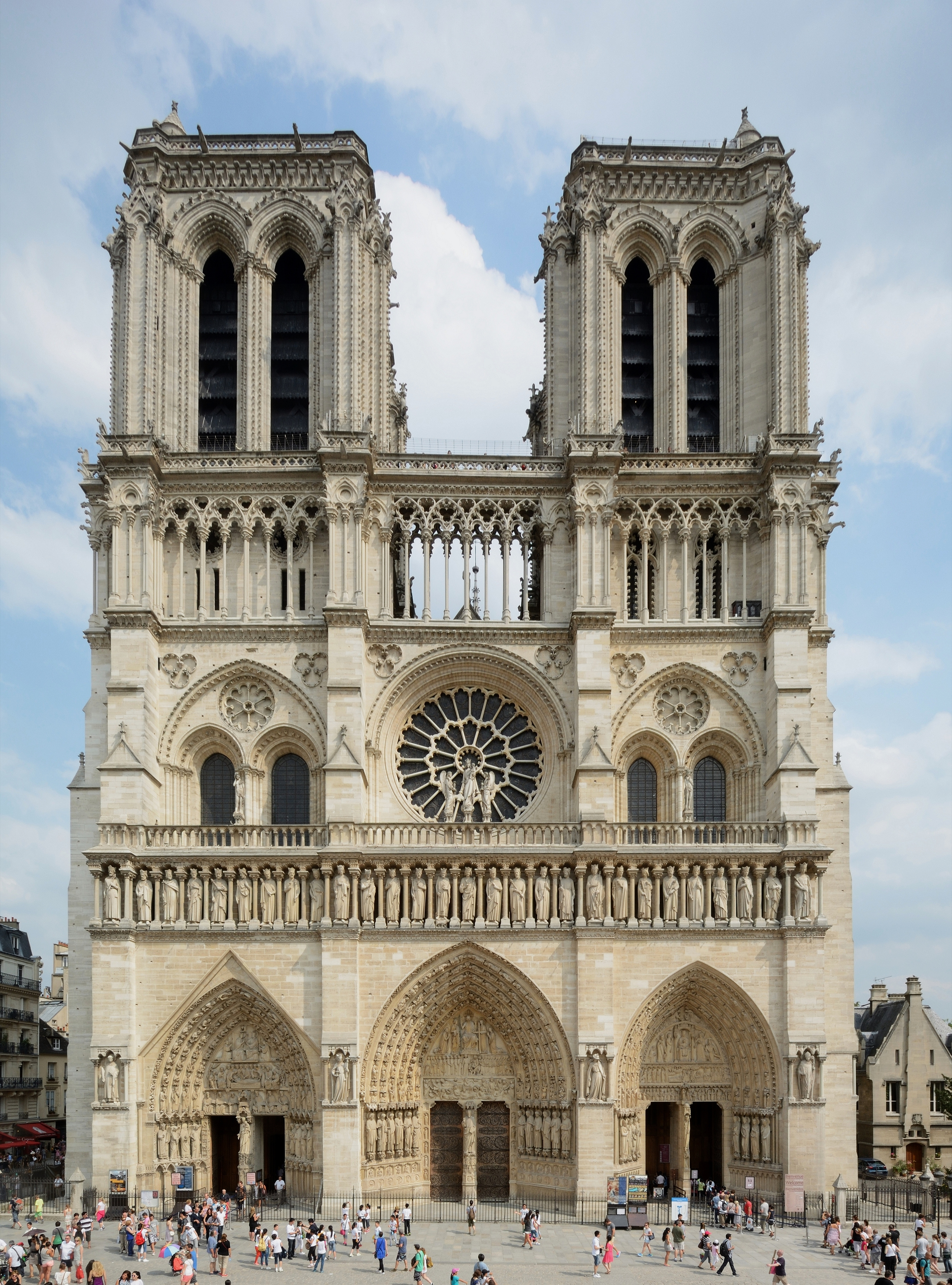
کلیسای نوتردام در منطقهٔ چهارم واقع شده‌است.

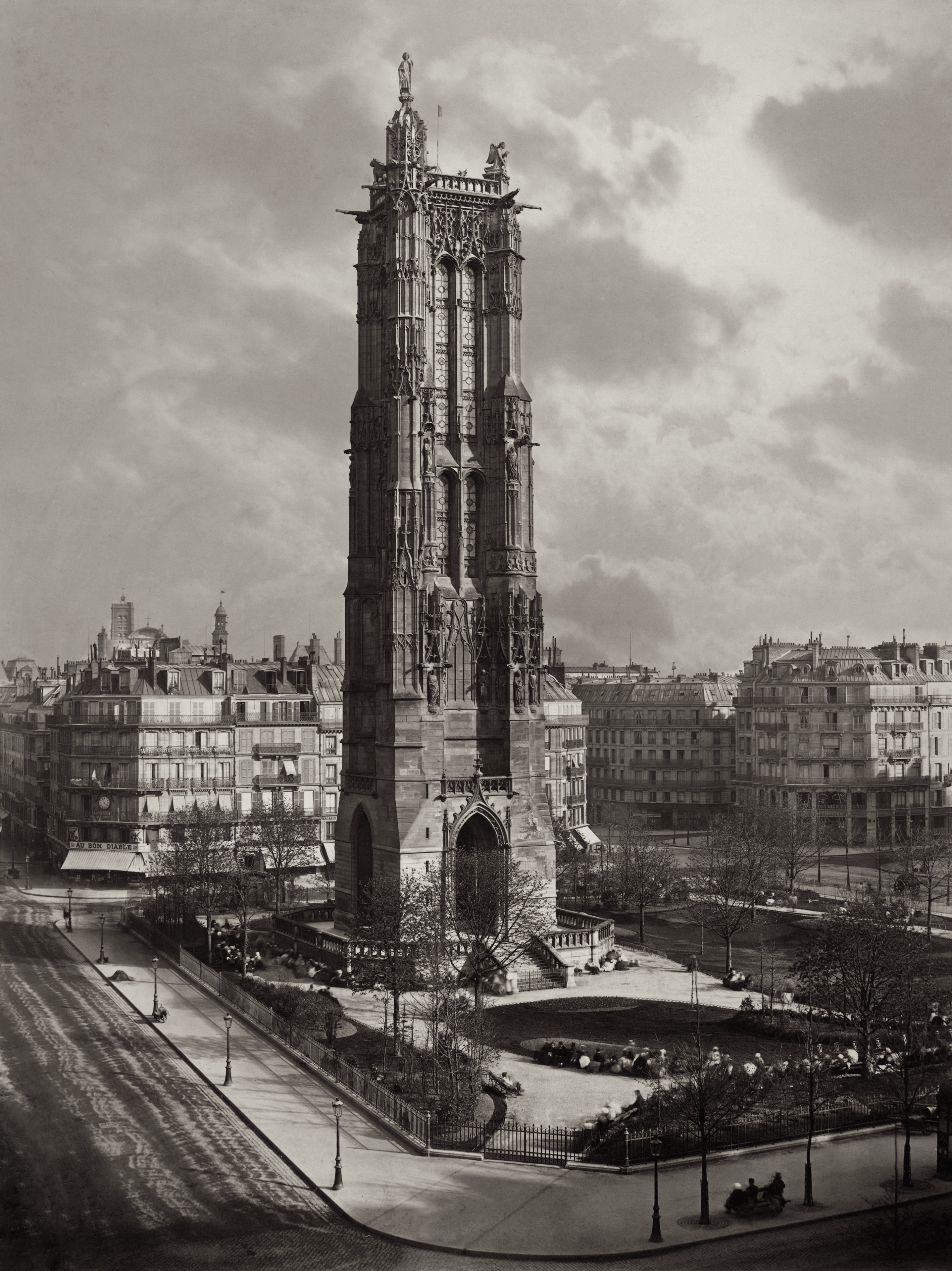
نگاره‌ای تاریخی به سال ۱۸۶۷ میلادی از برج سن-ژاک در منطقهٔ چهارم. این برج ۵۲ متری، بخشی از کلیسای سن-ژاک بود که در سال ۱۷۹۷ و در جریان انقلاب فرانسه تخریب شد.

منطقه چهارم، (به فرانسوی: IVe arrondissement) یکی از بیست منطقهٔ پاریس است، در زبان محاوره‌ای از آن با نام منطقه ۴ یاد می‌کنند و از مناطق تاریخی و اعیان‌نشین آن شهر است. این منطقه در ساحل سمت راست رود سِن واقع شده‌است. 
از محلات مهم این منطقه می‌توان به محله لومری اشاره کرد.